# Lydipta humeralis
Lydipta humeralis är en skalbaggsart som beskrevs av Martins och Maria Helena M. Galileo 1995. Lydipta humeralis ingår i släktet Lydipta och familjen långhorningar. Inga underarter finns listade i Catalogue of Life.